# Cocoon (musikduo)
 For alternative betydninger, se Cocoon. (Se også artikler, som begynder med Cocoon)
Cocoon er en pop-duo fra Frankrig etableret i 2006.

## Diskografi

### Albummer
- My Friends all Died in a Plane Crash (2007)
- Where the Oceans End (2010)
- Welcome Home (2016)

### EP'er
- I Hate Birds (2006)
- From Panda Mountains (2007)

### Singler
- "On My Way" September 2007
- "Chupee" November 2008
- "Owls" (live version) October 2009
- "Comets" September 2010
- "Oh My God" January 2011
- "American Boy" May 2011
- "I Can't Wait" June 2016

### DVD
- Back to Panda Mountains (2009)